# Steleophysema rotunda
Steleophysema rotunda is een hydroïdpoliepensoort uit de familie van de Rhodaliidae. De wetenschappelijke naam van de soort is voor het eerst geldig gepubliceerd in 2005 door Hissman.